# Stilobezzia fuscidorsum
Stilobezzia fuscidorsum är en tvåvingeart som beskrevs av Jean-Jacques Kieffer 1921. Stilobezzia fuscidorsum ingår i släktet Stilobezzia och familjen svidknott. Inga underarter finns listade i Catalogue of Life.